# Ungdomslitteratur
| Ungdomslitteratur |
| --- |
| Tom Sawyers äventyr av Mark Twain ses ofta som en av de första böckerna inom ungdomslitteraturen. - Betydelse – litteratur riktad till ungdomar - Primär målgrupp – 13–19-åringar - Bakgrund – från 1800-talet - Relaterade begrepp – barnlitteratur, flickbok, pojkbok |

Ungdomslitteratur är skönlitteratur med främst ungdomar i åldrarna 13 till 19 år som målgrupp. Ibland översätts termen ungdomslitteratur till engelskans Young Adult fiction men vänder sig då till en något äldre målgrupp. Skönlitteratur för yngre läsare kallas oftast barnlitteratur, medan skönlitteraturen för ungdomar i regel är uppdelad i många olika genrer (inklusive det allmänna begreppet romaner) på samma sätt som inom vuxenlitteraturen. Serieromanen är en växande publiceringsform inom både ungdoms- och vuxenlitteraturen.
Utgivningen av ungdomslitteratur i Sverige har sedan 1900-talets början ökat med 136 procent fram till slutet av 2010-talet, bland annat beroende på att fler vuxna numera läser ungdomslitteratur. I de fem nordiska länderna står barn- och ungdomslitteraturen för mellan 10 och 20 procent av den totala bokutgivningen.
Det största litterära priset för ungdomslitteratur är ALMA-priset.

## Historik

### Bakgrund
Under 1600-talet publicerades flera böcker för flickor respektive pojkar med syftet att fostra dem in i deras framtida sysselsättningar: pojkböckerna med fokus på att skaffa ett yrke och flickböckerna med fokus på att ta hand om familjen.

### 1800- och tidigt 1900-tal
Skönlitteratur för ungdomar började framträda som egen bokgenre från mitten av 1800-talet. Böcker som Louisa May Alcotts roman Unga kvinnor handlar om fyra flickors uppväxt och inordning i den sociala roll som fanns för kvinnor.
I Sverige kom utgivningen av B. Wahlströms ungdomsböcker (med start 1914) att bli en fortsättning på de tidigare pojk- och flickböckerna. Från 1923 hade de böcker som handlade om ämnen som "hjältedåd, guldgrävare, indianer och pirater" och riktades mot pojkar gröna ryggar, medan de böcker som var tänkta för flickor hade röda ryggar. Även om andra ämnen förekom, såsom hästar och sport, var de förhållandevis få.
| ”                           | I [flick]böckerna fungerar huvudkaraktären inte bara som objekt för uppfostran, utan är även själv en uppfostrare – det här för att vara en bra förebild vilket kan härledas till 1800-talets religiösa och moraliska böcker där det ”goda barnet” ofta får vuxna att bli bättre människor. | „ |
| – Sandra Bergqvist, Bokkoll | |   |

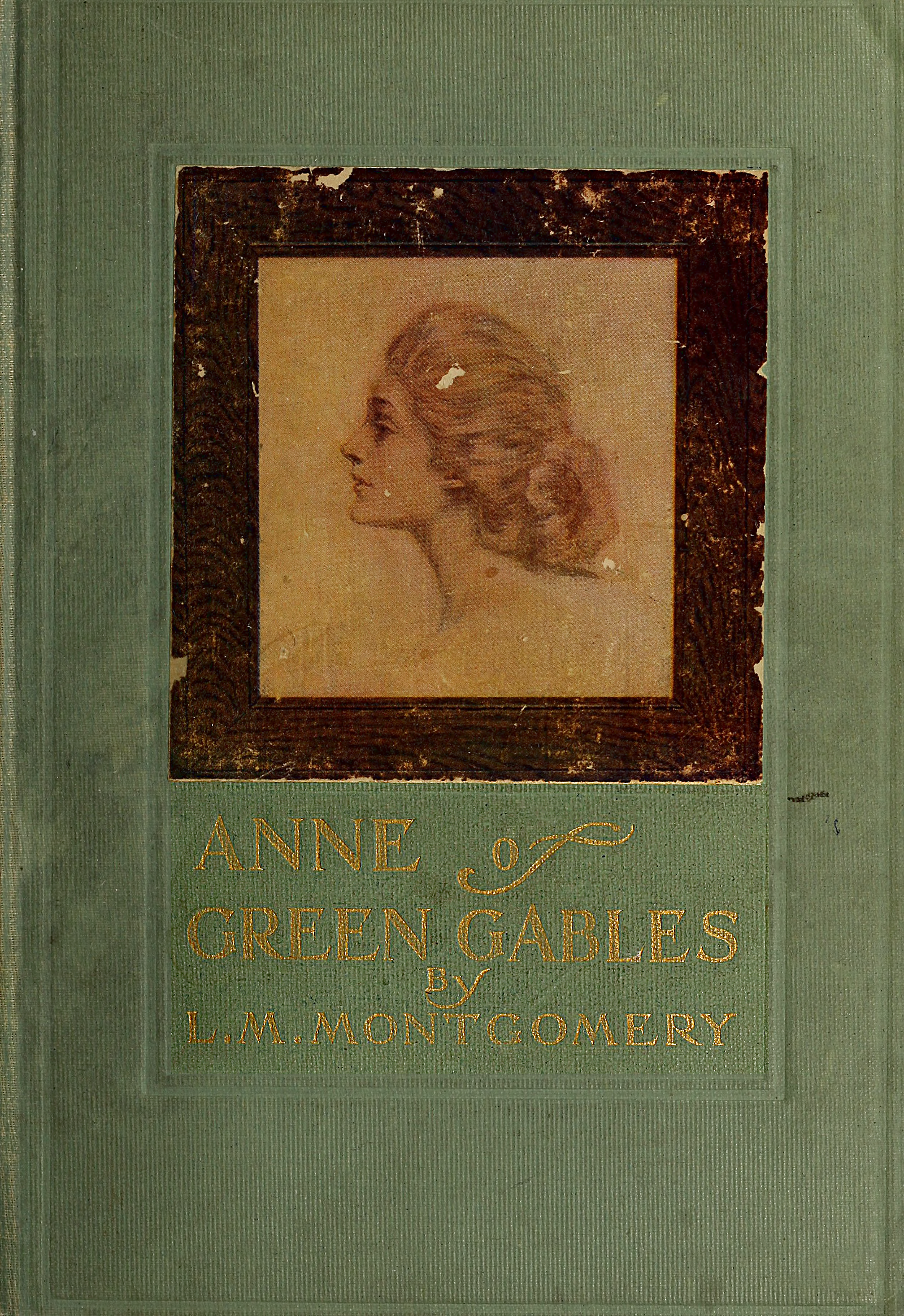
Omslaget till Anne på Grönkulla, 1909.

Ett exempel är Anne på Grönkulla av Lucy Maud Montgomery, vars första bok i serien kom 1908. Ett vanligt tema är att den unga kvinnan skickas bort från sitt föräldrahem för att lära sig att uppfostras.
De böcker som riktas mot pojkar byggde istället på samma sorts modell som Vladimir Propps analyser av folksagor. Till skillnad från de realistiska flickböckerna kretsade dock pojkböckerna kring äventyr och självständighet. Daniel Defoes roman Robinson Crusoe tas därför ibland upp som en förebild.

### Mitten av 1900-talet
Efter andra världskriget på verkade västvärldens samhällsutvecklingen även litteraturen för yngre. En mer könsneutral litteratur riktad mot det nya begreppet tonåring växte fram; historierna var mer realistiska, och de skildrade ungdomarna försågs med en starkare psykologisk trovärdighet i sin relation till den omgivande världen.
Parallellt med detta har en version av chick lit-genren för ungdomar utvecklats, med fokus på "en utbredd ambivalens till sex då flickorna antingen känner sig osäkra på vad de vill, eller vill ha sex för att sedan erfara en dålig upplevelse som de tycker känns fel efteråt." Senare har också böcker som handlar om icke-heterosexuella relationer blivit allt vanligare.
Under 1960-talet kom Sagas berömda böcker, som innehöll bearbetade klassiker för ungdomar.

### Senare år
Med början på 1970-talet utvecklades ungdomsböckerna åt ett mer Dystopiskt håll, med frågor som miljöförstöring, alltför stora skillnader mellan könen, hopplöshet, en frånvarande vuxengeneration, zombies och vampyrer. Några exempel på detta är Twilight-serien (2005-2008) av Stephenie Meyer och serien som följde efter romanen Hungerspelen (2008-2010) av Suzanne Collins. Dessutom finns urban fantasy med företrädare som Mats Strandberg och Sara Bergmark Elfgrens Engelsforstrilogi (2011-2013. En näraliggande undergenre är vad som ibland kallas för "sick lit", om sjukdomar.

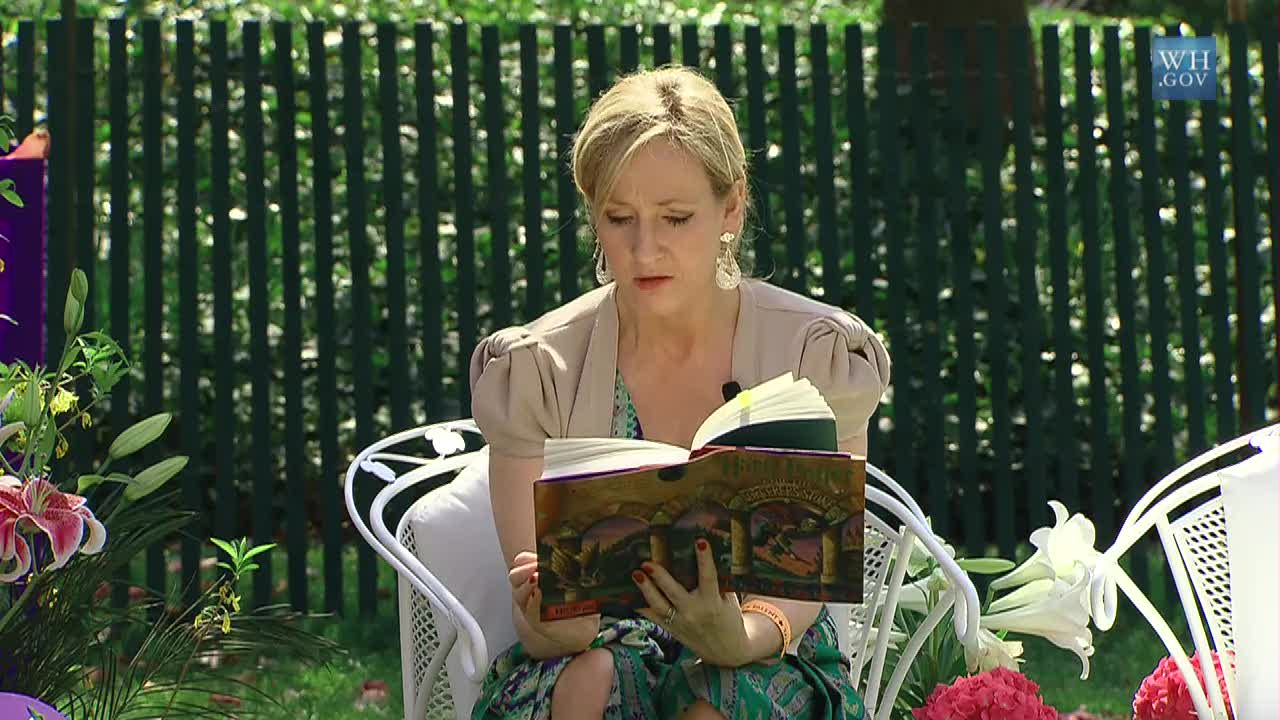
En av världens bäst säljande ungdomsförfattare, J.K. Rowling, 2010.

1997 kom den första av de sju böckerna i Harry Potter-serien av J.K. Rowling som ligger i gränslandet mellan skräck, fantastik och barn- och ungdomslitteratur. Serien har sålts i mer än 500 miljoner exemplar internationellt. I och med framgångarna för Harry Potter har allt fler vuxna börjat läsa ungdomslitteratur. Vissa utgåvor av böckerna har därför mer "vuxna" omslag.
Utgivningen av ungdomslitteratur sker ofta på eget förlag. Inom Sveriges Författarförbund har författare till ungdomslitteratur en egen sektion tillsammans med barnboksförfattare, Barn- och ungdomslitterära sektionen (BULT)  (tidigare BUS), som ger ut debutantpriset Slangbellan.

## Karaktärsdrag
Ungdomslitteratur, oavsett om det är romaner eller noveller, har tydliga egenskaper som särskiljer den från andra typer av kategoriserad litteratur, litteratur för vuxna och barnlitteratur. Majoriteten av ungdomslitteraturen porträtterar tonåringen som protagonist (huvudperson), snarare än barn eller vuxna. Ämnet och handlingen stämmer bra överens med huvudfigurens erfarenheter, men förutom det omfattar ungdomslitteratur hela det skönlitterära spektrumet av genrer. Teman i ungdomslitteratur omfattar ofta ungdomars utmaningar, och ibland är det så mycket att en del istället kallar ungdomslitteratur problemromaner. Ett tema för många ungdomsböcker är identitetssökande och att hitta sin roll i vuxenvärlden.
Skrivstilar i ungdomslitteratur varierar mycket, allt från en rik litterär stil till en snabb men klargörande stil förekommer. Förutom de unika egenskaperna innehar ungdomslitteratur de grundläggande elementen hos all annan skönlitteratur.
Det finns vissa olikheter mellan länder ungdomslitteratur, bland annat beroende på respektive lands utbildningsnivå, ämnen som uppfattas som tabu för ungdomar att läsa om och andra samhälleliga skillnader. I ungdomslitteratur som gavs ut i Sverige 2015 finns exempelvis "ovanligt mycket grovt våld" (inklusive "tortyrscener, våld mellan människor, men också våld mot djur").

## Forskning
Internationellt slås ibland forskning kring ungdomslitteratur ihop med barnlitteratur.
I Sverige finns Svenska barnboksinstitutet som sammanställer forskning inom ämnet. Avhandlingen Från fabler till manga 2 av Ann Boglind och Anna Nordenstam gavs ut 2016. Boken Samtida svensk ungdomslitteratur — analyser (red Åsa Warnqvist) gavs ut 2017.

## Priser
Det största priset för ungdomslitteratur är ALMA-priset, till Astrid Lindgrens minne. Svenska Akademien ger dessutom ut Schullströmska priset för barn- och ungdomslitteratur.